# الانتخابات الرئاسية في ألمانيا الغربية 1974
الانتخابات الرئاسية في ألمانيا الغربية 1974 هي الانتخابات الرئاسية الألمانية ‏ التي جرت في 1974، في ألمانيا، فاز بالانتخابات فالتر شيل.